# Home Sweet Homicide
Home Sweet Homicide is een Amerikaanse filmkomedie uit 1946 onder regie van Lloyd Bacon. Destijds werd de film in Nederland uitgebracht onder de titel Moord!... zegt het voort.

## Verhaal
De misdaadauteur Marian Carstairs werkt aan een nieuwe roman. Haar kinderen zijn intussen bezig een moord in de buurt op te lossen. Ze willen hun moeder ook koppelen aan een detective, die de moordzaak onderzoekt.

## Rolverdeling
| Acteur             | Personage        |
| ------------------ | ---------------- |
| Peggy Ann Garner   | Dinah Carstairs  |
| Randolph Scott     | Bill Smith       |
| Lynn Bari          | Marian Carstairs |
| Dean Stockwell     | Archie Carstairs |
| Connie Marshall    | April Carstairs  |
| James Gleason      | Sergeant O'Hare  |
| Anabel Shaw        | Polly Walker     |
| Barbara Whiting    | Jo-Ella Holbrook |
| Shepperd Strudwick | Wallace Sanford  |